# Regierungsrat (Bern)

Regierungsräte des Kantons Bern:
Evi Allemann
Christoph Ammann
Astrid Bärtschi
Christine Häsler
Philippe Müller
Christoph Neuhaus (Präsident 2025/2026)
Pierre Alain Schnegg;
gewählt 2022 für 4 Jahre.

Der Regierungsrat (französisch Conseil-exécutif) ist die Regierung des Kantons Bern. Er besteht aus sieben Mitgliedern (Regierungsräten), die jeweils eine Direktion der kantonalen Verwaltung führen (vergleichbar mit einem Departement des Bundesrats). Der Regierungsrat tagt in der Regel am Mittwoch im Regierungszimmer des Berner Rathauses. Nach der Sitzung werden der Öffentlichkeit zugängliche Beschlüsse und Traktanden publiziert. Ein ausführliches Sitzungsprotokoll gibt es aber nicht.
Die Mitglieder werden vom Volk im Majorzwahlverfahren gewählt. Die Amtsdauer beträgt vier Jahre. Eine Gesamterneuerungswahl fand 2022 statt. Der Regierungsrat veröffentlicht Richtlinien der Regierungspolitik für die Amtsperiode und jährlich einen Geschäftsbericht.
Die Direktionen bestehen aus einem Generalsekretariat und mehreren Ämtern. Staatskanzlei, Finanzkontrolle und Datenschutzaufsichtsstelle unterstehen nicht dem Regierungsrat.
Der Regierungsrat ersetzte 1831 den Kleinen Rat. Er bestand anfänglich aus 17 Mitgliedern und wurde vom Grossen Rat gewählt. Die Anzahl war 9 von 1846 bis 1990, und die Volkswahl erfolgt seit 1906.

## Geschichte
Bis 1798 war der Kleine Rat die Regierung der Stadt und Republik Bern. Mit dem Franzoseneinfall und der Kapitulation Berns im Jahr 1798 wurde der Kleine Rat abgesetzt. Ab 1804 hiess die Regierung des neu gegründeten Kantons Bern Kleiner Rat, die Exekutive der Stadt Bern hiess Stadtrat. Ab 1831 hiess die Kantonsregierung Regierungs-Rath.
Die Verfassung von 1846 reduzierte die Anzahl der Mitglieder von 17 auf 9, und der traditionelle Titel Schultheiss wurde durch den eines Präsidenten des Regierungsrats ersetzt.
Seit 1906 werden die Mitglieder des Regierungsrates nicht mehr vom Grossen Rat, sondern vom Volk gewählt (seit der Einführung des Frauenstimmrechts 1971 auch von den Frauen).
1989 wurde eine Volksinitiative zur Reduktion der Anzahl von 9 auf 7 Mitglieder mit 54 % der Stimmen angenommen, entgegen der Empfehlung des Grossen Rates. In der Folge wurde die Anzahl Direktionen von 14 auf 7 reduziert.

## Zusammensetzung

### Parteipolitische Zusammensetzung
Die 1918 gegründete Bauern-, Gewerbe- und Bürgerpartei (BGB, später SVP) konnte 1920 bis 1938 immer fünf der neun Sitze im Regierungsrat besetzen. 1938 zogen erstmals zwei Sozialdemokraten (SP) in die Kantonsregierung ein, 1946 deren drei. Danach hatte die Formel mit vier BGB-, drei SP- und zwei FDP-Regierungsräten bis 1986 Bestand. In den Regierungsratswahlen von 1986 traten die FDP und die SVP erstmals mit getrennten Listen an. Die FDP verlor im zweiten Wahlgang ihre beiden Sitze an die Freie Liste, eine Oppositionsgruppe, die sich besonders für Umweltanliegen einsetzte. 1986 wurde erstmals eine Frau gewählt. Nach der Verkleinerung der Regierung von 9 auf 7 Sitze gingen diese 1990 wieder an die grossen traditionellen Parteien (drei SVP, zwei SP, zwei FDP).
Dies blieb bis 2006 so. Als der bisher von der FDP besetzte Jurasitz von der SP errungen wurde und die Grünen wieder Einzug in den Regierungsrat hielten, hatten diese zusammen mit 4 Sitzen eine Mehrheit in der Regierung. Nach zehn Jahren ging der Jurasitz an einen SVP-Vertreter, und die bürgerlichen Parteien erreichten damit wieder eine Mehrheit.
Seit 2022 ist erstmals eine Vertreterin der Mitte in der Regierung, die Partei ist eine Fusion von BDP und CVP, wovon die CVP nie im Regierungsrat vertreten war.
Adrian Vatter bezeichnete den Koalitionstyp der Berner Regierung in den 1980er und 1990er Jahren als Grosse Regierungskoalition, ausser für 1986–1990 (Regierung ohne Parlamentsmehrheit oder englisch Minority coalition).

### Sitzanspruch des Berner Juras
Der französischsprachige jurassische Kantonsteil hat Anspruch auf einen Sitz. Für dessen Besetzung ist das geometrische Mittel der von den Kandidaten im Gesamtkanton und im Berner Jura erzielten Stimmen massgeblich. Wählbar sind die französischsprachigen Stimmberechtigten, die in einem der drei Amtsbezirke Courtelary, Moutier oder La Neuveville wohnen.
Zwischen 1950 und 1978 hatte der Berner Jura 2 garantierte Sitze im Regierungsrat (von 9). Die Gebietsreduktion infolge Abspaltung des Kantons Jura hatte auch die Verringerung der dem Berner Jura zustehenden Regierungsratssitze von zwei auf einen zur Folge. Vor 1950 verlangte die Verfassung nur «auf Vertretung der Minderheit angemessene Rücksicht zu nehmen».

### Wählbarkeit und Unvereinbarkeit
In den Regierungsrat sind alle Stimmberechtigten des Kantons wählbar. Vorausgesetzt wird der politische Wohnsitz im Kanton und das Erreichen des 18. Altersjahrs (bis 1989: 20, bis 1968: 25).
Personen müssen ca. 2 Monate vor dem Wahltermin von 30 Wählern zur Wahl vorgeschlagen werden.
Für den Sitz des Berner Juras sind die französischsprachigen Stimmberechtigten wählbar, die in einem der drei Amtsbezirke Courtelary, Moutier oder La Neuveville wohnen.
Auslandschweizer sind stimmberechtigt, wenn ihre Stimmgemeinde im Kanton liegt. Personen, die wegen dauernder Urteilsunfähigkeit unter umfassender Beistandschaft stehen oder durch eine vorsorgebeauftragte Person vertreten werden, sind vom Stimmrecht ausgeschlossen.
Regierungsräte dürfen nicht dem Grossen Rat oder einer kantonalen richterlichen Behörde angehören.
Seit 1987 sind Regierungsräte nicht mehr in den Nationalrat oder den Ständerat wählbar. Eine entsprechende Volksinitiative war mit 69 % Ja-Stimmen angenommen worden. 1929 war die Anzahl auf 4 (von 9) beschränkt.
Grundsätzlich dürfen die Mitglieder des Regierungsrates kein anderes Amt des Kantons oder einer Gemeinde bekleiden noch einen anderen Beruf oder ein Gewerbe ausüben. Für die letzten 6 Monate im Amt können Ausnahmen gemacht werden.
Im Regierungsrat dürfen nicht gleichzeitig Eltern und Kinder, Grosseltern und Enkelkinder, Geschwister, Ehegatten, eingetragene Partner, Personen in faktischer Lebensgemeinschaft, Schwager, Schwiegereltern und Schwiegerkinder, geschiedene Ehegatten und Personen aus aufgelöster eingetragener Partnerschaft Einsitz nehmen. Diese Personen dürfen auch nicht Stellen in der kantonalen Verwaltung bekleiden, die zum Familienmitglied im Regierungsrat untergeordnet sind. Onkel, Tanten, Neffen, Nichten, Cousins und Cousinen werden in der Regelung nicht erwähnt. Die Verfassungen von 1846 und 1893 schlossen «Oheim und Neffe im Geblüt» aus. 1965 wurde dies zu «Verwandte in der Seitenlinie bis und mit dem dritten Grade» erweitert.
Das Amt kennt keine Altersgrenze. Regierungsräte können für eine unbeschränkte Anzahl von Amtsperioden wiedergewählt werden. Im Zeitraum seit 1950 waren die meisten für 2 bis 4 Amtsperioden im Regierungsrat, wenige nur für eine. Robert Bauder trat 1980 nach 26 Jahren zurück.
In den Verfassungen von 1846 (und 1893 bis 1906) wurden Regierungsräte verlangt, welche «der beiden Landessprachen kundig sein sollen». In der Praxis hiess dies aber nicht, dass sie deren auch «mächtig» seien.

## Direktionen
Die Regierungsräte leiten jeweils eine der folgenden Direktionen der kantonalen Verwaltung (Departemente):
| Bezeichnung                                     | Bezeichnung | Bezeichnung                                                         | Kennzahlen            |
| Name                                            | Abk         | Frühere Namen                                                       | Mitarbeiter Ende 2022 |
| ----------------------------------------------- | ----------- | ------------------------------------------------------------------- | --------------------- |
| Bau- und Verkehrsdirektion                      | BVD         | Bau-, Verkehrs- und Energiedirektion des Kantons Bern (vor 2020)    | 875                   |
| Bildungs- und Kulturdirektion                   | BKD         | Erziehungsdirektion des Kantons Bern (vor 2020)                     | 1639                  |
| Finanzdirektion                                 | FIN         |                                                                     | 1159                  |
| Gesundheits-, Sozial- und Integrationsdirektion | GSI         | Gesundheits- und Fürsorgedirektion des Kantons Bern (vor 2020)      | 443                   |
| Direktion für Inneres und Justiz                | DIJ         | Justiz-, Gemeinde- und Kirchendirektion des Kantons Bern (vor 2020) | 1151                  |
| Sicherheitsdirektion                            | SID         | Polizei- und Militärdirektion des Kantons Bern (vor 2020)           | 4552                  |
| Wirtschafts-, Energie- und Umweltdirektion      | WEU         | Volkswirtschaftsdirektion des Kantons Bern (vor 2020)               | 1542                  |

Direktionen bestehen aus einem Generalsekretariat und mehreren Ämtern. Diese können nach Bedarf Stäbe, Abteilungen, Unterabteilungen und Dienststellen bilden.
Der Aufbau ist meist zentralisiert, d. h. die Ämter der Direktionen sind für den ganzen Kanton zuständig. Einzelne sind dezentralisiert mit Ämtern oder Zweigstellen, die nur für ein bestimmtes Gebiet zuständig sind.
Der Staatskalender (Titel bis 1837: Regimentsbuch der Republik Bern) gibt Auskunft über die Struktur der Verwaltung und ihre Beamten.
Die Organisationsverordnung jeder Direktion weist ihr zudem ständige Kommissionen, Anstalten und Staatsbeteiligungen an Unternehmen in ihrem Aufgabenbereich zu.
Die Staatskanzlei des Kantons Bern (französisch Chancellerie d’État) ist die Stabs- und Verbindungsstelle des Regierungsrates und des Grossen Rates (Legislative). Sie wird vom Staatsschreiber geleitet, der vom Grossen Rat gewählt wird.

### Frühere Direktionen und Departemente
1971 bestanden folgende Direktionen, die vom Grossen Rat den 9 Mitgliedern des Regierungsrates zugeteilt wurden:
1. Volkswirtschaft
2. Gesundheit[n 2]
3. Justiz
4. Polizei
5. Militär
6. Kirchen[n 3]
7. Finanzen und Domänen[n 4]
8. Erziehung
9. Bauten[n 5]
10. Verkehr, Energie- und Wasserwirtschaft[n 6]
11. Forsten[n 7]
12. Landwirtschaft
13. Fürsorge
14. Gemeinden

Die Präsidialabteilung mit dem Staatsschreiber unterstand dem Regierungspräsidenten.
1832 war die Verwaltung in sieben Departemente eingeteilt:
- Diplomatisches Departement
- Departement des Innern
- Justiz- und Polizeidepartement
- Finanzdepartement
- Erziehungsdepartement
- Militärdepartement
- Baudepartment

### Änderungen der zugehörigen Ämter
| Datum          | Amt                                    | von                                             | nach                                       |
| -------------- | -------------------------------------- | ----------------------------------------------- | ------------------------------------------ |
| 1. Januar 2020 | Amt für Umweltkoordination und Energie | Bau- und Verkehrsdirektion                      | Wirtschafts-, Energie- und Umweltdirektion |
| 1. Januar 2020 | Kantonales Laboratorium (KL)           | Gesundheits-, Sozial- und Integrationsdirektion | Wirtschafts-, Energie- und Umweltdirektion |

## Zusammenarbeit

### Verwaltungsweite Programme
Der Regierungsrat hat für die Amtsperiode 2022 bis 2026 folgende Delegationen eingesetzt:
- Delegation Digitale Verwaltung
- Juradelegation
- Delegation für die Konzessionsstrategie Wasserkraft
- Finanzkontrollgremium

Sie bestehen meist aus 3 Regierungsräten und dienen der Vorbereitung von Entscheiden für die ganze Regierung.

### Gemeinden
Die Gemeinden des Kantons Bern sind grundsätzlich autonom. Die Abteilung Gemeinden des Amtes für Gemeinden und Raumordnung der Direktion für Inneres und Justiz ist zuständig für die Beratung und Aufsicht der Gemeinden. Sie koordiniert zwischen Kanton und Gemeinden.
Der Regierungsrat kann durch Beschluss eine Gemeinde bilden, aufheben oder ihr Gebiet verändern (Gemeindefusion). Bei schwerwiegenden Organisationsproblemen kann der Regierungsrat Massnahmen treffen, diese zu beheben, z. B. für die Gemeinde eine besondere Verwaltung einsetzen, das Budget und die Steueranlage beschliessen.
Berner Gemeinden beurteilen die Zusammenarbeit mit dem Kanton leicht kritischer als die anderer Kantone (65 % positiv, 67 % schweizweit; 2,3 % negativ, 4,6 % schweizweit; Gemeindebefragung 2017).

### Interkantonale Zusammenarbeit
Im Rahmen der interkantonalen Zusammenarbeit nehmen die Regierungsräte entsprechend ihrem Aufgabenbereich an den Konferenzen mit den anderen Kantonsregierungen teil.
| Konferenz/Organisation                                                           | Abk    | Zuständige Direktion                                  |
| -------------------------------------------------------------------------------- | ------ | ----------------------------------------------------- |
| Konferenz der Kantonsregierungen                                                 | KdK    |                                                       |
| Schweizerische Bau-, Planungs- und Umweltdirektoren-Konferenz                    | BPUK   | Bau- und Verkehrsdirektion (BVD)                      |
| Konferenz Kantonaler Energiedirektoren                                           | EnDK   |                                                       |
| Schweizerische Konferenz der kantonalen Erziehungsdirektoren                     | EDK    | Bildungs- und Kulturdirektion (BKD)                   |
| Konferenz der kantonalen Finanzdirektoren                                        | FDK    | Finanzdirektion (FIN)                                 |
| Konferenz für Wald, Wildtiere und Landschaft                                     | KWL    |                                                       |
| Konferenz der kantonalen Justiz- und Polizeidirektorinnen und -direktoren        | KKJPD  | Direktion für Inneres und Justiz (DIJ)                |
| Konferenz der kantonalen Direktoren des öffentlichen Verkehrs                    | KöV    | Bau- und Verkehrsdirektion (BVD)                      |
| Konferenz Kantonaler Landwirtschaftsdirektoren                                   | LDK    |                                                       |
| Regierungskonferenz Militär, Zivilschutz und Feuerwehr                           | RK MZF |                                                       |
| Schweizerische Konferenz der kantonalen Gesundheitsdirektorinnen und -direktoren | GDK    | Gesundheits-, Sozial- und Integrationsdirektion (GSI) |
| Konferenz der kantonalen Sozialdirektoren                                        | SODK   | Gesundheits-, Sozial- und Integrationsdirektion (GSI) |
| Konferenz Kantonaler Volkswirtschaftsdirektoren                                  | VDK    | Wirtschafts-, Energie- und Umweltdirektion (WEU)      |
| Konferenz der Kantone für Kindes- und Erwachsenenschutz                          | KOKES  |                                                       |
| Schweizerische Staatsschreiberkonferenz                                          | SSK    |                                                       |

Bei den Regionalkonferenzen ist Bern:
- Mitglied der Konferenz der Westschweizer Kantonsregierungen WRK/CGSO
- assoziiertes Mitglied der Nordwestschweizer Regierungskonferenz NWRK

### Mitglieder als Organe von Unternehmen und Organisationen
Mitglieder des Regierungsrates können, sofern es im Interesse des Kantons nötig ist, den Verwaltungsorganen wirtschaftlicher oder gemeinnütziger Unternehmen und Organisationen angehören. Sie werden meist «von Amts wegen» delegiert.
| Unternehmen oder Organisation                                                                       | Sitz          | Form                                  | Funktion                                                  | Jahre (2022 vollständig) |  |
| --------------------------------------------------------------------------------------------------- | ------------- | ------------------------------------- | --------------------------------------------------------- | ------------------------ |  |
| Ausgleichskasse des Kantons Bern                                                                    | Bern          | Öffentlich-rechtliche Körperschaft    | Mitglied des Aufsichtsrates                               | 2022 2021 2012 2002      |  |
| Invalidenversicherungsstelle Kanton Bern                                                            | Bern          |                                       | Mitglied des Aufsichtsrates, Präsident des Aufsichtsrates | 2022 2021 2012 2002      |  |
| Bernische Denkmalpflegestiftung                                                                     | Bern          | Stiftung                              | Präsidentin                                               | 2022 2021 2012           |  |
| Schweizerisches Polizei-Institut (SPI)                                                              | Neuenburg     | Stiftung                              | Präsident Stiftungsrat                                    | 2022 2021                |  |
| Schweizerische Nationalbank                                                                         | Bern          | Spezialgesetzliche Aktiengesellschaft | Mitglied Bankrat                                          | 2022 2021 2002 1992 1982 |  |
| Bistum Basel                                                                                        | Solothurn     |                                       | Mitglied der Diözesankonferenz                            | 2022 2012 2002           |  |
| Schweizer Salinen AG                                                                                | Pratteln      | AG                                    | Mitglied des Verwaltungsrates                             | 2022 2021 2002 1992 1982 |  |
| SwissDRG AG                                                                                         | Bern          | AG                                    | Verwaltungsratspräsident                                  | 2022 2021                |  |
| Cantosana AG                                                                                        | Bern          | AG                                    | Verwaltungsratspräsident; Mitglied des Verwaltungsrates   | 2022 2021, ab 2017       |  |
| Post Sanela Health AG                                                                               | Zürich        | AG                                    | Verwaltungsratspräsident; Mitglied des Verwaltungsrates   | 2022 2021 ab 2018        |  |
| OAAT Organisation ambulante Arzttarife AG                                                           | Bern          | AG                                    | Verwaltungsratspräsident                                  | 2022                     |  |
| Zukunft für Schweizer Fahrende                                                                      | Bern          | Stiftung                              | Präsident des Stiftungsrates                              | 2022 2021 ab 2016        |  |
| Verband Bernischer Jugendmusiken (VBJ)                                                              | Signau        | Verein                                | Präsidentin                                               | 2021 2012                |  |
| Stiftung Schloss Spiez                                                                              | Spiez         | Stiftung                              | Stiftungsrat                                              | 2002                     |  |
| Stiftung Rebbau-Museum Hof am Bielersee                                                             | Ligerz        | Stiftung                              | Stiftungsrat                                              | 2002                     |  |
| Kantonalbank von Bern                                                                               | Bern          | Körperschaft öffentlichen Rechts      |                                                           | 1992 1982                |  |
| Gebäudeversicherung Bern (GVB)                                                                      | Ittigen       | Institut des öffentlichen Rechts      | Verwaltungsrat                                            | 2002 1992 1982           |  |
| Stiftung Haus der Universität Bern                                                                  | Bern          | Stiftung                              | Stiftungsrat                                              | 2002                     |  |
| Maison Latine (Forum foederativum)                                                                  | Bern          | Stiftung                              | Stiftungsrat                                              | 2002                     |  |
| Inselspital                                                                                         | Bern          | Stiftung                              | Stiftungsrat                                              | 2002 1992 1982           |  |
| Hans-Sigrist-Stiftung                                                                               | Bern          | Stiftung                              | Stiftungsrat                                              | 2002                     |  |
| Abegg-Stiftung                                                                                      | Riggisberg    | Stiftung                              | Stiftungsrat                                              | 2002                     |  |
| Flughafen Bern AG                                                                                   | Bern          | AG                                    | Verwaltungsrat                                            | 2002 1992 1982           |  |
| Louise Blackborne-Stiftung                                                                          | Bern          | Stiftung                              | Stiftungsrat                                              | 2012 2002                |  |
| Fondation Johanna Dürmüller-Bol                                                                     | Muri bei Bern | Stiftung                              | Stiftungsrat                                              | 2002                     |  |
| BE! Tourismus AG                                                                                    | Bern          | AG                                    | Mitglied des Verwaltungsrats                              | 2012                     |  |
| Stiftung zur Förderung der wissenschaftlichen Forschung an der Universität Bern (Hochschulstiftung) | Bern          | Stiftung                              | Mitglied des Stiftungsrates                               | 2002                     |  |
| Bernisches Historisches Museum                                                                      | Bern          | Stiftung                              | Mitglied des Stiftungsrates                               | 2002                     |  |
| Fondation des Archives de l'ancien Evêché de Bâle (AAEB)                                            | Porrentruy    | Stiftung                              | Stiftungsrat                                              | 2002                     |  |
| BEDAG Informatik                                                                                    | Bern          | öffentlich-rechtliche Anstalt         |                                                           | 1992                     |  |
| Bern-Neuenburg-Bahn (BN)                                                                            | Bern          | AG                                    |                                                           | 1992 1982                |  |
| BKW Energie AG                                                                                      | Bern          | AG                                    |                                                           | 2012 2002 1992 1982      |  |
| Blenio Kraftwerke AG                                                                                | Blenio        | AG                                    |                                                           | 1982                     |  |
| Conférence TransJurassienne (CTJ)                                                                   |               |                                       |                                                           | 2002                     |  |
| Electricité Neuchâteloise SA                                                                        | Neuenburg     | AG                                    |                                                           | 2002 1992 1982           |  |
| Engadiner Kraftwerke AG                                                                             | Zernez        | AG                                    |                                                           | 1982                     |  |
| Gesellschaft des Aare- und Emmekanals (AEK)                                                         | Solothurn     | AG                                    | Verwaltungsrat                                            | 1992 1982                |  |
| Grande Dixence AG                                                                                   | Sion          | AG                                    |                                                           | 1992 1982                |  |
| Gürbetal-Bern-Schwarzenburg-Bahn                                                                    | Bern          | AG                                    |                                                           | 1982                     |  |
| Hypothekarkasse des Kantons Bern                                                                    | Bern          | Körperschaft öffentlichen Rechts      |                                                           | 1982                     |  |
| Interkantonaler Rückversicherungsverband                                                            | Bern          | Körperschaft öffentlichen Rechts      |                                                           | 1982                     |  |

### Fachkommissionen
Der Regierungsrat ernennt die Mitglieder mehrerer kantonaler Kommissionen. Die Aufgaben dieser meist ständigen Fachkommissionen werden durch spezielle Gesetze oder Verordnungen definiert. Entsprechend ihren Aufgaben sind sie einer Direktion zugeordnet. Direktionen können auch Kommissionen berufen.
| Name                                                                   | Abk                    | Direktion                                  |
| ---------------------------------------------------------------------- | ---------------------- | ------------------------------------------ |
| Kantonale Arbeitsmarktkommission                                       | KAMKO                  | Wirtschafts-, Energie- und Umweltdirektion |
| Fachkommission Augenoptik                                              |                        |                                            |
| Kommission für Bauernhausforschung im Kanton Bern                      |                        |                                            |
| Fachkommission für Denkmalpflege                                       |                        |                                            |
| Réseau égalite Berne francophone                                       |                        |                                            |
| Familienzulagenkommission                                              |                        |                                            |
| Kantonale Ethikkommission für die Forschung                            | KEK Bern               |                                            |
| Gesundheitskommission                                                  |                        |                                            |
| Kantonale Kommission für Gesundheitsförderungs- und Suchtfragen        | SUGEKO                 |                                            |
| Gleichstellungskommission                                              |                        |                                            |
| Gültschätzungskommissionen des Kantons Bern                            |                        |                                            |
| Kantonale Kommission für die Integration der ausländischen Bevölkerung | Integrationskommission |                                            |
| Fachkommission Natürliche Heilmethoden                                 |                        |                                            |
| Kontaktgremium Sicherheit Kanton-Gemeinden (KGSKG)                     |                        |                                            |

### Ernennung von Personen in anderen Gremien
Der Regierungsrat wählt oder ernennt Mitglieder oder Vertreter in Organen anderer Organisation und Gremien, die nicht Teil der Direktionen sind.
Die Aufstellung berücksichtigt einige Stiftungsräte, Vereinsvorstände, Verwaltungsräte und andere Gremien mit Personen, die durch den Regierungsrat gewählt oder ernannt wurden.
| Name                                                                         | Ort                   | Form                             | Anmerkungen                        |
| ---------------------------------------------------------------------------- | --------------------- | -------------------------------- | ---------------------------------- |
| Bernische Stiftung für Agrarkredite (BAK)                                    |                       | Stiftung                         |                                    |
| alps – Alpines Museum der Schweiz                                            | Bern                  | Stiftung                         | als Kantonsvertreter               |
| Stiftung Ballenberg                                                          | Hofstetten bei Brienz | Stiftung                         | als Kantonsvertreter               |
| Forum du bilinguisme                                                         | Biel/Bienne           | Stiftung                         |                                    |
| Fonds de bourses jurassien et biennois                                       | Biel/Bienne           | Stiftung                         |                                    |
| Stiftung Bühnen Bern                                                         | Bern                  | Stiftung                         | als Kantonsvertreter               |
| Dachstiftung Kunstmuseum Bern – Zentrum Paul Klee                            | Bern                  | Stiftung                         | als Kantonsvertreter               |
| Stiftung Einsatzkostenversicherung der Gemeinden in ausserordentlichen Lagen | Ittigen               | Stiftung                         |                                    |
| Fondation des Archives de l'ancien Evêché de Bâle (AAEB)                     | Porrentruy            | Stiftung                         |                                    |
| Bernisches Historisches Museum                                               | Bern                  | Stiftung                         | als Kantonsvertreter               |
| Stiftung Switzerland Innovation                                              | Bern                  | Stiftung                         |                                    |
| Fondation du Musée Jurassien des Arts                                        | Moutier               | Stiftung                         |                                    |
| Zentrum Paul Klee – Maurice E. and Martha Müller Foundation                  | Bern                  | Stiftung                         | als Kantonsvertreter               |
| Stiftung Kunstmuseum Bern                                                    | Bern                  | Stiftung                         | als Kantonsvertreter               |
| Stiftung Schloss Landshut                                                    | Utzenstorf            | Stiftung                         |                                    |
| Stiftung Schweizer Plastikausstellung Biel                                   | Biel/Bienne           | Stiftung                         |                                    |
| Fondation C.F. Ramuz                                                         | Pully                 | Stiftung                         | als Kantonsvertreter               |
| Sammlung Robert                                                              | Biel/Bienne           | Stiftung                         |                                    |
| Fondation rurale interjurassienne (FRI)                                      | Courtételle           | Stiftung                         |                                    |
| Stiftung von-Rütte-Gut                                                       | Sutz-Lattrigen        | Stiftung                         |                                    |
| Stipendienfonds bernischer Privatschulen                                     | Bern                  | Stiftung                         |                                    |
| Stiftung Theater und Orchester Biel Solothurn TOBS                           | Biel/Bienne           | Stiftung                         |                                    |
| Viktoria-Stiftung Richigen                                                   | Richigen              | Stiftung                         |                                    |
| Wässermatten-Stiftung                                                        | Langenthal            | Stiftung                         |                                    |
| Aare Seeland mobil                                                           | Langenthal            | AG                               | Verwaltungsrat                     |
| Berner Oberland-Bahnen AG                                                    | Interlaken            | AG                               | Verwaltungsrat                     |
| Compagnie des chemins de fer du Jura (C.J.) SA                               | Tavannes              | AG                               | Verwaltungsrat                     |
| Flughafen Bern AG                                                            | Bern                  | AG                               | Verwaltungsrat                     |
| Montreux Berner Oberland Bahn AG                                             | Montreux              | AG                               | Verwaltungsrat                     |
| Regionalverkehr Bern-Solothurn AG                                            | Solothurn             | AG                               | Verwaltungsrat                     |
| Verkehrsbetriebe STI AG                                                      | Thun                  | AG                               | Verwaltungsrat                     |
| Polit-Forum Bern                                                             | Bern                  | Verein                           | als Kantonsvertreter               |
| SwissSkills Bern                                                             | Bern                  | Verein                           | als Kantonsvertreter               |
| Politforum Thun                                                              | Thun                  | Verein                           | als Kantonsvertreter               |
| Kantonales Einigungsamt                                                      |                       |                                  |                                    |
| Universität Bern                                                             | Bern                  |                                  | Rektor und Vizerektoren            |
| Berner Fachhochschule BFH                                                    | Bern                  | Körperschaft öffentlichen Rechts | Fachhochschulrat BFH               |
| Radio Télévision Suisse                                                      | Lausanne              |                                  |                                    |
| Pädagogische Hochschule Bern (PH Bern)                                       |                       |                                  | Schulrat                           |
| Centre interrégional de perfectionnement (CIP)                               | Tramelan              | AG                               | Verwaltungsrat                     |
| Kantonales Führungsorgan (KFO)                                               |                       |                                  | Kerngruppe                         |
| Commission intercantonale de littérature (CiLi)                              |                       |                                  |                                    |
| Commission intercantonale des arts de la scène                               |                       |                                  |                                    |
| Nebenamtliches Inspektorat von Privatapotheken der Ärzte                     |                       |                                  |                                    |
| Bernische BVG- und Stiftungsaufsicht (BBSA)                                  |                       |                                  | Aufsichtsrat                       |
| Ausgleichskasse des Kantons Bern (AKB) und der IV-Stelle Bern (IVB)          |                       |                                  | Aufsichtsrat                       |
| Bernische Pensionskasse (BPK)                                                | Bern                  | öffentlich-rechtliche Anstalt    | Verwaltungskommission              |
| Bernische Lehrerversicherungskasse (BLVK)                                    | Ostermundigen         | Körperschaft öffentlichen Rechts |                                    |
| Gebäudeversicherung Bern (GVB)                                               | Ittigen               | Institut des öffentlichen Rechts | Verwaltungsrat und Revisionsstelle |
| Eidgenössische Schätzungskommission (ESchK) für den Kanton Bern/Kreis 6      |                       |                                  |                                    |
| Burgergemeinde Bern                                                          | Bern                  |                                  | Oberwaisenkammer                   |
| Wirtschaftsförderung Kanton Bern                                             |                       |                                  | Beirat                             |

Sind die Regierungsräte selbst die Vertreter, finden sich die Organisationen bei Mitglieder als Organe.

## Wahlen
Die reguläre Wahl findet alle 4 Jahre statt, bei den Grossratswahlen. Die Sitze werden nach dem Majorzwahlrecht vergeben, wobei ein Sitz dem Berner Jura vorbehalten ist.
Tritt ein Regierungsrat während einer Amtsperiode zurück, finden Ersatzwahlen statt.
30'000 Stimmberechtigte können die Gesamterneuerung des Regierungsrates verlangen.

### Wahlgänge
Im ersten Wahlgang ist gewählt, wer das absolute Mehr erreicht. Sollten nicht alle Sitze im ersten Wahlgang besetzt werden, findet ein zweiter Wahlgang statt, an dem alle Kandidaten teilnehmen können, die mindestens 3 % der Stimmen erzielt haben. Hier genügt das einfache Mehr, es sind also die Kandidaten mit den meisten Stimmen gewählt.

### Absolutes Mehr
| Aspekt                                                    | Wert    | Anmerkungen                                |
| --------------------------------------------------------- | ------- | ------------------------------------------ |
| Stimmberechtigte                                          | 693'710 | Jahr 2006                                  |
| Eingegangene Wahlzettel                                   | 205'909 |                                            |
| Wahlbeteiligung                                           | 29,68 % | (eingegangene Wahlzettel/Stimmberechtigte) |
| Leer                                                      | 1'608   |                                            |
| Ungültig                                                  | 990     |                                            |
| in Betracht fallende gültige Wahlzettel                   | 203'311 | (ohne leere und ungültige)                 |
| Sitze                                                     | 7       |                                            |
| Zahl der gültigen Kandidatenstimmen («Total der Stimmen») | 935'684 | ca. 4,6 pro gültiger Wahlzettel            |
| Absolutes Mehr                                            | 66'835  | Int(935684/7/2+1)                          |

### Wahl Kandidat Berner Jura
Einer der sieben Sitze wird für französischsprachige Kandidaten mit Wohnsitz im Berner Jura reserviert. Unter den in Frage kommenden Kandidaten wird das geometrische Mittel aus dem gesamtkantonalen und dem regionalen Wahlergebnis ermittelt, um den reservierten Sitz zu besetzen. Auch hier ist im ersten Wahlgang das absolute Mehr erforderlich.
| Kandidat             | Stimmen Berner Jura (A) | Stimmen Kanton (B) | Produkt (A*B) | Geometrisches Mittel (SQR(A*B)) |
| -------------------- | ----------------------- | ------------------ | ------------- | ------------------------------- |
| Roberto Bernasconi   | 5'270                   | 107'755            | 567'868'850   | 23'380                          |
| Pierre Alain Schnegg | 7'003                   | 111'657            | 781'933'971   | 27'963                          |

### Wahltermine
| Jahr/Art                   | Kandidaten      | Wahlgänge | Daten                           | Wahlbeteiligung | Absolutes Mehr (1. Wahlgang) |
| -------------------------- | --------------- | --------- | ------------------------------- | --------------- | ---------------------------- |
| 2026 Gesamterneuerungswahl |                 |           | 29. März 2026                   |                 |                              |
| 2022 Gesamterneuerungswahl | 22, 7 bisherige | 1         | 27. März 2022                   | 31,2 %          | 77'674                       |
| 2018 Gesamterneuerungswahl | 4 bisherige     | 1         | 25. März 2018                   | 29,5 %          | 69'475                       |
| 2016 Ersatzwahl            | 6               | 2         | 28. Februar 2016, 3. April 2016 | 52,71 %, 30,4 % | 181'084                      |
| 2014 Gesamterneuerungswahl |                 | 1         | 30. März 2014                   | 31,1 %          | 73'014                       |
| 2010 Gesamterneuerungswahl |                 | 1         | 28. März 2010                   | 31,4 %          | 67'832                       |
| 2008 Ersatzwahl            |                 | 1         | 24. Februar 2008                |                 | 51'571                       |
| 2006 Gesamterneuerungswahl |                 | 1         | 9. April 2006                   | 29,68 %         | 66'835                       |
| 2002 Gesamterneuerungswahl |                 | 1         | 14. April 2002                  | 28,2 %          | 64'795                       |
| 1998 Gesamterneuerungswahl |                 | 1         |                                 | 29,3 %          | 68'528                       |

## Entlöhnung
Regierungsräte erhalten als Lohn 115 % des Maximums der höchsten Gehaltsklasse des Kantons und sind entsprechend pensionskassenversichert. Zusätzlich können sie Familienzulagen, Aufwandentschädigungen oder eine Präsidialzulage erhalten. Dies entspreche 2022 270'000 Franken.
Mit Verweis auf das Öffentlichkeitsprinzip, das in der Verfassung des Kantons Bern verankert ist, verlangte der Kassensturz 2023 Einsicht in die Spesenbelege von 2018 bis 2021. Demnach erhält jedes Regierungsmitglied pro Jahr eine Spesenpauschale von 8000 Franken und im Präsidialjahr zusätzlich 6000 Franken. Darüber hinaus können sogenannte Individualspesen und Repräsentationsauslagen abgerechnet werden, was je nach Regierungsmitglied einige Tausend Franken jährlich betragen kann. Im August 2024 wurde das Spesenreglement angepasst, da zum Teil auch sehr kleine Beträge abgerechnet wurden. Seither gilt eine Untergrenze von 50 Franken pro einzelne Auslage.
Nach dem Ausscheiden aus dem Amt erhalten sie grundsätzlich zwei Drittel des Lohnes während 3 Jahren. Diese Regelung tritt für im Jahre 2027 amtierende Mitglieder in Kraft. Frühere Mitglieder erhalten eine Ruhestandsrente oder Kapitalabfindung durch die Pensionskasse.

## Prüfung
Die Geschäftsprüfungskommission (GPK) des Grossen Rates hat die Oberaufsicht über die Tätigkeit des Regierungsrates und die von ihm geleitete kantonale Verwaltung.
Die Finanzkontrolle des Kantons Bern ist zuständig für die Abschlussprüfung, die Finanzaufsicht und ist Meldestelle für Missstände. Sie wird vom Grossen Rat ernannt. Für die Jahresrechnungen 2018, 2019, 2020, 2021 und 2022 formulierte sie Vorbehalte.
Der Grosse Rat kann eine Parlamentarische Untersuchungskommission zu gewissen Vorkommnissen ernennen.